# César Gaviria
César Augusto Gaviria Trujillo ([ˈsesaɾ ɣaˈβirja]; Pereira, 31 marzo 1947) è un politico ed economista colombiano.
Fu Presidente della Colombia dal 1990 al 1994, Segretario Generale dell'Organizzazione degli Stati americani dal 1994 al 2004 e Direttore Nazionale del Partito Liberale Colombiano dal 2005 al 2009. Durante il suo mandato come presidente riunì l'Assemblea Costituente della Colombia che promulgò la Costituzione del 1991.

## Biografia
Cesar Gaviria è nato a Pereira il 31 marzo 1947. Suo padre, che apparteneva alla classe media, era un coltivatore di caffè, qualche volta scriveva sui giornali ed era un dichiarato libero pensatore affiliato con il Partito Liberale Colombiano. Sua madre, al contrario, proveniva da una famiglia vicina al Partito Conservatore Colombiano. Gaviria sposò Ana Milena Munoz, proveniente da una ricca famiglia di Pereira. Dal loro matrimonio nacquero due figli: Maria Paz e Simon.
Gaviria, studente eccellente, ha frequentato la prestigiosa università privata "de Los Andes" di Bogotà dove si è laureato in economia. Dopo essersi laureato nel 1970 (primo nella sua classe), a 23 anni, cominciò la sua carriera politica vincendo nelle amministrative della sua città natale, Pereira, diventando consigliere comunale (1970-1974) come candidato del Partito Liberale. Nel 1971, durante il mandato del Presidente conservatore Misael Pastrana Borrero (1970-1974), venne designato come assistente direttore del Dipartimento Nazionale di Pianificazione (DNP). Tra il 1972 e il 1973 lavorò come direttore generale di una compagnia del settore privato, Transformadores T.P.L. S.A.S., con sede nel Dipartimento di Risaralda.
Nel 1974 venne eletto deputato alla "Càmara de Representantes". In meno di un anno, durante la presidenza del liberale Alfonso López Michelsen (1974-1978), fu nominato sindaco della sua città natale. Il suo mandato durò un anno (1975-1976). Riassunse poi la sua posizione nella "Camàra", diventando un membro attivo della Commissione Affari Economici ("Tercera Comision").
Nell'agosto del 1978 fu nominato viceministro del Ministero dello Sviluppo Economico dal nuovo presidente liberale Julio César Turbay Ayala (1978-1982), posizione che occupò per circa due anni. Al momento del suo ritorno nel Congresso nel 1980, riprese il suo posto nella Commissione Affari Economici della Camera, che presiedette tra il 1981 e il 1982. Nel 1983, durante la presidenza del conservatore Belisario Betancur Cuartas (1982-1986) fu eletto da una maggioranza bipartisan dai suoi colleghi come presidente della "Càmara de Representantes" per un mandato di un anno.
Nella prima metà degli anni 80 Gaviria combinò alla sua carriera parlamentare di successo alcune avventure nel campo del giornalismo. Nel 1982 fu direttore del giornale Diario de la Tarde, un quotidiano regionale di Pereira. Tra il 1983 e il 1986 scrisse parecchi commenti politici ed economici per il quotidiano nazionale, El Tiempo. Tra il 1985 e il 1986 operò come direttore della campagna elettorale per il candidato liberale alle presidenziali, Virgilio Barco Vargas, il quale vinse le elezioni e governò tra il 1986 e il 1990. Nel 1986 venne nominato direttore aggiunto del Partito Liberale Colombiano.
Con la presidenza di Barco, Gaviria venne scelto come nuovo Ministro delle Finanze (Hacienda y Credito Publico). Durante il suo ministero fu responsabile della stesura di importanti iniziative legislative sulla riforma agraria e sulla riforma fiscale: entrambe furono successivamente approvate dal Congresso. La sua riforma fiscale divenne particolarmente nota poiché per la prima volta nella storia moderna della Colombia i cittadini con un basso reddito vennero esentati dall'obbligo di compilare rapporti sulle imposte sul reddito, riducendo così il carico amministrativo sulle autorità fiscali sovraccariche della Nazione, modernizzando contemporaneamente il sistema di riscossione delle imposte e aumentando le entrate fiscali complessive raccolte dal governo nazionale. Durante il suo mandato come Ministro delle Finanze, ha anche prestato servizio in due occasioni come Ministro della Giustizia.
Dopo aver assolto i doveri di Ministro delle Finanze per poco meno di dieci mesi, nel maggio 1987 venne nominato Ministro del Governo dal presidente Barco. In questo ministero ebbe la responsabilità di guidare le iniziative di pace che portarono i guerriglieri dell'M-19 al tavolo dei negoziati nel 1988 e successivamente alla loro smobilitazione storica nel 1989. Come Ministro del Governo ha anche prestato servizio come Presidente della Repubblica su nove occasioni separate mentre il presidente Barco era assente dal paese in visita di stato.

## Presidente della Repubblica
Nel febbraio 1989, pur essendo ampiamente riconosciuto come uno dei funzionari di governo più efficaci e rispettati dell'amministrazione Barco, si dimise dal ministero del governo per accettare la posizione di direttore della campagna del senatore liberale Luis Carlos Galan, candidato alla presidenza per le elezioni del 1990. Galan è stato brutalmente assassinato il 18 agosto 1989 da sicari del famigerato Cartello di Medellin, una delle più potenti organizzazioni di trafficanti di droga che operavano in Colombia. Gaviria quindi acconsentì alle richieste della famiglia di Galan e dei suoi ex sostenitori all'interno del Partito Liberale per candidarsi alla nomina presidenziale del partito.
Dopo la sua radicale vittoria nella congresso del Partito Liberale nel marzo 1990, a 43 anni, Gaviria vinse le elezioni presidenziali del maggio 1990, ottenendo il 47% del voto popolare (contro il 23% del candidato conservatore, Alvaro Gomez Hurtado, il suo più diretto rivale) diventando il più giovane presidente di Colombia fino ad allora. La corsa elettorale è stata caratterizzata da un vasto terrorismo e violenza sponsorizzati principalmente dai trafficanti di droga di Medellin. In totale, tre candidati alla presidenza sono stati assassinati durante la traumatica campagna elettorale del 1989-1990 in Colombia. Oltre al senatore Galan, sono stati uccisi anche il candidato di partito dell'Unione patriottica di sinistra, il senatore Bernardo Jaramillo Ossa, e l'ex candidato della guerriglia M-19 e candidato all'Alleanza Democratica, Carlos Pizzaro Leongomez. Lo stesso Gaviria subì un attentato aereo su un volo civile, da cui scampò fortunosamente.

### La guerra alla droga
All'assunzione del suo incarico il 7 agosto 1990, tra le principali sfide che il 43enne Presidente ha dovuto affrontare fu come porre fine all'ondata di terrorismo legato alla droga che sconvolgeva il suo Paese e in tal modo assicurare la sopravvivenza del dominio civile e democratico in Colombia durante il suo mandato (1990-1994) e oltre. Stipulò un accordo con il narcotrafficante e terrorista Pablo Escobar e, dopo il fallimento dello stesso, ne organizzò la caccia con il supporto degli Stati Uniti d'America fino all'uccisione del criminale nel 1993.
Nel 1994 la Corte Costituzionale della Colombia votò per 5 a 4 che era legale possedere piccole quantità di droghe per il consumo personale tra cui marijuana, cocaina e hashish. Allarmati dalle implicazioni, Gaviria e il governo repressero il consumo di droghe in pubblico, firmando un decreto che proibiva il consumo di droga nei luoghi pubblici e imponeva sanzioni a ventiquattro categorie di lavoratori per uso di droghe, come impiegati del governo o autisti di veicoli. Gaviria ha anche fatto appello ai dirigenti ecclesiastici, alle organizzazioni professionali, ai gruppi contadini e agli studenti per sostenere un referendum per modificare la Costituzione e vietare l'uso di droghe. Sebbene sembrasse che un tale referendum sarebbe stato difficile da attuare legalmente, le azioni di Gaviria apparentemente influenzarono la popolazione. I sondaggi mostrarono come una grande maggioranza di persone fosse contraria alla legalizzazione dei droghe in Colombia.

## Dopo la presidenza della Repubblica

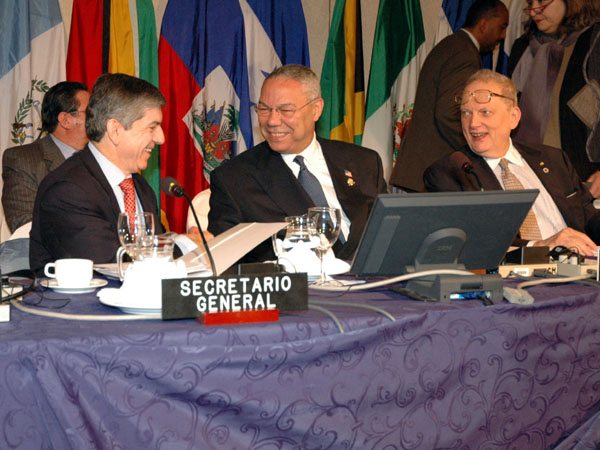
César Gaviria a capo di una sessione dell'OAS (a sinistra) e il Segretario di Stato americano, Colin Powell.

Nel 1994 Gaviria fu eletto Segretario Generale dell'Organizzazione degli Stati americani (OAS), carica che mantenne fino al 2004. L'OAS, un'organizzazione di 35 nazioni e il forum regionale più antico del mondo, ha alzato il suo profilo in difesa della democrazia in Guatemala, Perù e Haiti. Gaviria assunse le funzioni dell'OAS dopo che il suo mandato presidenziale terminò nell'agosto del 1994.
Sorprendendo coloro che presumevano che avrebbe condotto una vita rilassata come Segretario Generale di un forum stanco e assonnato, Gaviria lanciò una revisione dell'OSA, inclusa una riduzione del personale del 30%. Ha difeso l'azione, affermando che i risparmi libererebbero risorse per incursioni tecniche in settori quali la soppressione del commercio e dei narcotici. L'OAS non aveva alcuna autorità vincolante né truppe da inviare, anche se l'organizzazione ha dato assistenza nel rovesciare i golpe eseguiti in Guatemala e in Perù. Ciò nonostante, Gaviria ha spinto per un cambiamento nell'OAS, affermando nel "The Miami Herald" che "Non possiamo accettare di diventare un organo diplomatico dell'antichità".
Successivamente è stato professore presso la Columbia University e ha infine fondato una galleria d'arte chiamata Nueveochenta. È membro del Club di Madrid. Dal 29 settembre 2017 è direttore unico del Partito Liberale Colombiano.

## Opere
- (ES) Cesar Gaviria Trujillo, Amapola, coca y--, Parlamento Andino, 1993, ISBN 978-95-89-18031-0.
- (ES) Cesar Gaviria Trujillo, Hacia una nueva agenda hemisferica: Seleccion de discursos, 1994-1995, Organizzazione degli Stati Americani, 1996, ISBN 978-0827036185.
- (EN) Cesar Gaviria Trujillo, Toward the New Millennium: The Road Traveled 1994-1999, Organizzazione degli Stati Americani, 1999, ISBN 978-0827040212.
- (ES) Cesar Gaviria Trujillo, Una década de transformaciones: del fin de la guerra fría a la globalización en la OEA, Bogotà, Universidad de los Andes, Facultad de Administración, Comité de Publicaciones, 2005, ISBN 978-95-84-21093-7.

## Nella cultura di massa
- Nella serie TV Escobar: El Patrón del Mal l'attore colombiano Fabiàn Mendoza riveste il ruolo di Gaviria.
- Nella serie di Netflix Narcos Gaviria è impersonato dall'attore messicano Raúl Méndez.